# Carp (Nevada)
Carp é uma comunidade não incorporada do condado de Lincoln, estado do Nevada, nos Estados Unidos. Fica localizada a 56 quilómetros a sul de Caliente. Fica localizada no vale Meadow Wash que desagua no Lago Mead. Carp foi originalmente uma pequena estação ferroviária para a  Union Pacific Railroad. A estação de correios iniciou os seus serviços através do nome  "Carpsdale" em 29 de junho de 1918, mas foi rescindido. Depois reabriu com o nome "Cliffdale" em 7 de junho de 1921 e mudou novamente de nome para "Carp" em 1 de dezembro de 1925. A estação de correios permaneceu servindo os ranchos rurais até 1 de julho de 1974, quando encerrou permanentemente. Os poucos vestígios de Carp  são um ramal ferroviário geralmente ocupados por comboios/trens inativos esperando passagem para viajar para a direção oposta  da rota transcontinental e um reservatório de irrigação. Carp também é considerada como cidade fantasma.